# Brooklyn (Victoria)
Brooklyn is een voorstad van Melbourne in de Australische deelstaat Victoria. Bij de telling van 2016 had Brooklyn 1856 inwoners.